# 遥かなる絆
『土曜ドラマ・遥かなる絆』（どようドラマ・はるかなるきずな）は、NHKで、2009年4月18日から同年5月23日まで、毎週土曜日に放送されたテレビドラマである。全6回。

## 放送時間
※ここでの時刻表記は、日本時間とする。
- 総合テレビ　21:00 - 21:58（本放送）
- BSハイビジョン　17:55 - 18:53（先行放送）

※NHKプロ野球や『日本の、これから』などが放送されるときは休止・時間変更される場合がある。

## 概要
第39回大宅壮一ノンフィクション賞・第30回講談社ノンフィクション賞を受賞した城戸久枝のノンフィクション作品『あの戦争から遠く離れて 私につながる歴史をたどる旅』（情報センター出版局）を原作に、日本人の女子大生が中国残留孤児であった父の足跡を辿ってゆく物語として脚色した。
この作品は、2009年の『土曜ドラマ』第1作となる。
また、総合テレビでは開始ちょうど1週間前に当たる2009年4月11日の21:30 - 21:50には、メイキングなどを紹介したPR番組を放送した。
2009年12月30日、12月31日の15:00 - 18:00にはアンコール放送された。

## 出演
- 城戸久枝 - 鈴木杏[2]
- 城戸幹（孫玉福、青年期） - 王宗堯（グレゴリー・ウォン）
- 付淑琴 - 岳秀清
- 劉成 - 胡兵（フー・ビン）
- 付春華 - 王維維
- 笹岡陵子（娘期） - 佐藤めぐみ
- 城戸陵子 - 森下愛子
- 城戸弥三郎 - 浜畑賢吉
- 城戸由紀子 - 伊藤榮子
- 城戸幹 - 加藤健一

## 放送日程
| 第1回                                                        | 2009年4月18日 | はじまりの河 | 8.6% |
| 第2回                                                        | 2009年4月25日 | 日本孤児     | 7.6% |
| 第3回                                                        | 2009年5月02日 | 祖国へ       | 6.2% |
| 第4回                                                        | 2009年5月09日 | 牡丹江の別れ | 7.7% |
| 第5回                                                        | 2009年5月16日 | 果てしない旅 | 7.8% |
| 最終回                                                       | 2009年5月23日 | ふたたびの河 | 8.4% |
| 平均視聴率：7.72％（視聴率は関東地区・ビデオリサーチ社調べ） |               |              |      |

## 主な制作スタッフ
- 原作：城戸久枝
- 脚本：吉田紀子
- 演出：岡崎栄